# Хохітва (село)
Хохітва́ — село в Україні, у Богуславської міської громади, Обухівського району, Київської області. Населення становить 1157 осіб (станом на 1 січня 2024 року).

## Монастир
Початок Богуславського монастиря належить до 1575–1586 років. У ті часи у місті Самборі (тепер  на цьому місці розташоване с. Лісовичі Білоцерківського району) був монастир. Під час набігів та знищення міста Самбора татарами дерев'яну церкву монастиря монахи розібрали і лісами перенесли за Богуслав — під село Хохітву, в урочище Чернечий Яр. Монастир був названий в честь Різдва Пресвятої Богородиці. В кінці XVI століття під час татарських набігів монастир був зруйнований.

## Історія
Виникнення села Хохітви належить до другої половини XVIII століття. Місцевість сучасного села була вкрита густими лісом, в якому водилося безліч різної птиці. Ліс був улюбленим місцем збору багатих і знатних людей з міста Богуслава. За свідченнями старожилів, назва села виникла від наявності в колишньому лісі великої кількості птиці роду стрепетів (хохітви).
Хохітвянська сільська рада складається з таких населених пунктів: Хохітва, Івки, Поташня. Село Хохітва розташоване на правому березі мальовничої річки Рось, притока річки Дніпра, на схід від районного центру м. Богуслава, за 8 кілометрів від залізничної станції. Місцевість села хвилясто-горбиста. З півдня на північ село перетинає річка Реп'яшок, що впадає в річку Рось.
З заходу на схід через центр села проходить шосейна дорога міжрайонного значення Богуслав — Стеблів, яку викладено 1935—1936 р.р. і обсаджено декоративними деревами та кущами.
За переписом 1857 року в селі Хохітва нараховувалося 70 дворів.
Станом на 1885 рік у колишньому власницькому селі Богуславської волості Канівського повіту Київської губернії мешкало 729 осіб, налічувалося 92 дворових господарства, існували 3 постоялих будинки, винокурний і бурякоцукровий заводи.
За переписом 1897 року кількість мешканців зросла до 920 осіб (441 чоловічої статі та 479 — жіночої), з яких 863 — православної віри.
У 1908 році їх було уже 90, у 1923 році кількість дворів зросла до 230. На перше січня 1967 року на території села налічувалося 556 дворів, в яких проживало 1653 особи, у тому числі в селі Хохітва населення становило 1055 осіб, а в селі Івки — 442, в Поташні — 176.
До Жовтневого перевороту 1917 року селяни Хохітви мали в своєму користуванні 500 гектарів землі. Поміщику Петровському також належало 500 гектарів землі. У володінні церкви було 53 гектари найкращої орної землі.
Після встановлення радянської влади селянам ненадовго було передано землі поміщика, церковні землі, землі з державного лісового фонду. В 1927 році на території села Хохітви було організовано Товариство по спільному обробітку землі з 14 дворів. Організаторами були Кузьменко Ульян Лукович і Ситник Матвій Іванович, бідняки. У 1929 році Товариство по спільному обробітку землі було перетворено на сільськогосподарську артіль «Правда», і селяни масово почали вступати в нього. Першим головою артілі був Кузьменко Ульян Лукович. В 1932 році колективізація села була повністю завершена.
У 1954 році було об'єднано колгоспні господарства сіл Хохітви і Розкопанців, а також міста Богуслав, назвали цю сільськогосподарську артіль «Україна», яка нараховувала 3036 гектарів землі, в тому числі орної 1886 га. Основний напрямок у колгоспі — рільництво, а також тваринництво в якому колгосп спеціалізується на відгодівлі великої рогатої худоби. Для забезпечення необхідними верстатами в колгоспі є майстерня для ремонту обладнання, двох млинів.
Спонсорську допомогу надає Київський домобудівний комбінат силами якого в колгоспі збудовано телятник на 100 голів, зрошувальну систему на 50 га, надано допомогу в будівництві сінника для худоби. Крім, цього керівники надають колгоспові «Україна» кошти в придбанні запасних частин до машин, будівельні матеріали та інше.
В селі працювала восьмирічна школа, в якій навчалося 176 учнів. Працює консультаційний пункт Богуславської середньої школи, де навчалися 73 учні. Приміщення школи міститься в цегляному будинку, навчання проводиться в одну зміну. До 1925 року в селі працював один учитель, який навчав два класи. Тоді приміщення було в простій сільській хаті, під солом'яною стріхою.

Про село згадують у творах Івана Нечуя-Левицького, зокрема в творі «Старосвітські батюшки і матушки», де письменник в художніх образах змальовує картини природи села Хохітви, описує про тяжке життя селян. Вперше цей твір було надруковано у 1884 році.

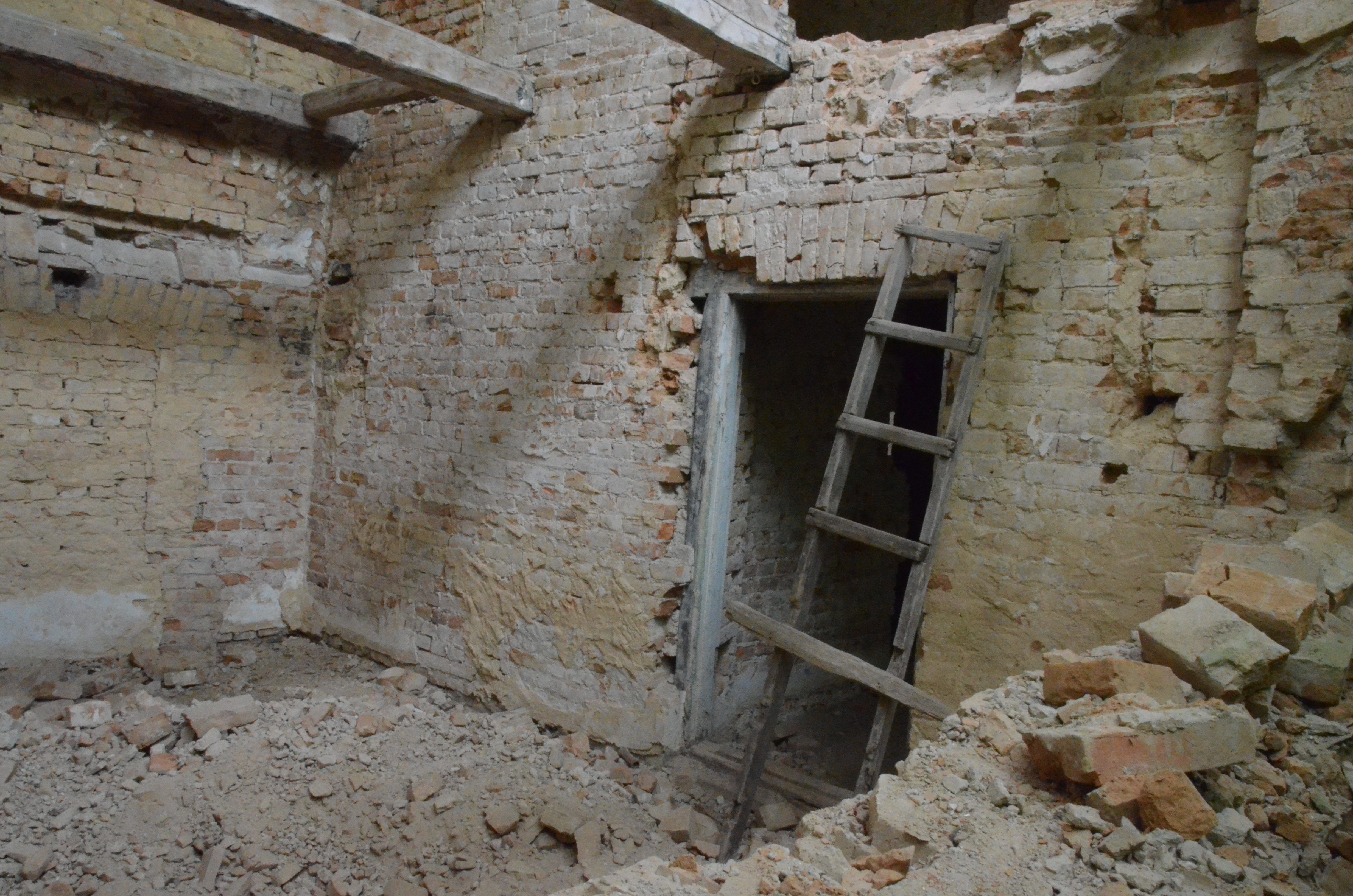
Садибний будинок Марко Вовчок, сучасний стан

На околиці села, на правому березі річки Рось є мальовниче місце, де стоїть красивий двоповерховий будинок. У 1887—1893 роках в ньому мешкала письменниця Марко Вовчок. На будинку встановлено меморіальну таблицю. Під час революції в цьому будинку мешкав Кузьма Запорожець. З розповідей жителів села та літератури відомо, що син Кузьми Запорожця — Петро Кузьмович Запорожець до Жовтневого перевороту навчався в Петербурзькому технологічному інституті, був діячем російського революційного руху, соратником В. І. Леніна. У 1895 році приїжджав у Київ із організаційним завданням і у грудні того ж року революціонера було арештовано та засуджено на п'ять років заслання. Перебуваючи в тюрмі, психічно захворів. З 1897 року перебував у київській Кирилівській психіатричній лікарні. 1905 року помер в лікарні у Вінниці. Цей будинок нині перебуває в аварійному стані.
Радянська влада в селі встановлена в 1918 році. В 1922 році було створено комсомольську організацію, першим секретарем якої було обрано Любченка Івана Хромовича.
Під час німецько-радянської війни 277 місцевих мешканців воювали у складі різних військових з'єднаннях радянської армії, з них 120 — загинуло в цій війні, 146 нагороджені орденами та медалями. 7 жителів села були учасниками партизанських загонів під час війни, з них 3 загинуло, 4 нагороджено урядовими орденами.

## Відомі люди
- Дорошенко Тимофій Григорович (1876-після 1944) — український громадський діяч в Харбіні (Китай)